# 王克捷
王克捷（?—?），字仲肯，或字貽茂，臺灣府諸羅（今嘉義市）人，清朝官員、學者。是首位以臺灣為籍貫的進士，由於王克捷出生於晉江，遂有冒籍之嫌，因此「開臺進士」之說依然是以鄭用錫為主。

## 生平
王克捷本籍福建泉州府晉江，幼時隨父高霖自泉州渡臺，居於諸羅。乾隆十八年（1753年）鄉試孝廉，乾隆二十二年（1757年）中丁丑科三甲進士，成為臺灣史上第一位登科進士。曾任行唐知縣，遷江寧同知（副知府）。